# Cheilanthes mollis
Cheilanthes mollis là một loài thực vật có mạch trong họ Adiantaceae. Loài này được (Kunze) C. Presl miêu tả khoa học đầu tiên năm 1836.